# Atractogyne
Atractogyne là một chi thực vật có hoa trong họ Thiến thảo (Rubiaceae).

## Loài
Chi Atractogyne gồm các loài: